# Museu de Biologia Professor Mello Leitão
O Museu de Biologia Professor Mello Leitão (MBML) é um museu público federal, subordinado ao Instituto Brasileiro de Museus, localizado na cidade de Santa Teresa, no interior do estado do Espírito Santo. Fundado em 1949 pelo naturalista Augusto Ruschi, é uma das principais instituições ligadas ao patrimônio natural do país. Seu nome é uma homenagem ao zoólogo Cândido Firmino de Mello Leitão, importante pesquisador brasileiro e amigo pessoal do fundador.
O museu tem por objetivo coletar, estudar, preservar e expor exemplares de plantas e animais, principalmente da Mata Atlântica. Possui um acervo com aproximadamente 40.000 exemplares, destacando-se as coleções de beija-flores, morcegos e o herbário. Mantém as estações biológicas de Santa Lúcia e Caixa d'Água, ambas no município de Santa Teresa. Desenvolve pesquisas biológicas e atividades de educação ambiental e conta com biblioteca especializada. Publica semestralmente o Boletim do Museu de Biologia Professor Mello Leitão, destinado à divulgação de pesquisas nos diversos ramos da biologia. O museu é um dos cinco pólos de educação ambiental da Mata Atlântica no Espírito Santo, atendendo aos municípios da região serrana.

## História
O Museu de Biologia Professor Mello Leitão é o legado de décadas de trabalho do naturalista capixaba Augusto Ruschi (1915-1986). Desde a infância, Ruschi se interessava por observar e coletar plantas e insetos. Aos dezoito anos, já organizava cientificamente suas coleções, acervo-base do futuro museu. Ruschi foi responsável por identificar, registrar e catalogar centenas de espécies de animais e vegetais, sobretudo beija-flores - família de aves que o fascinava a ponto de ter se tornado um dos maiores especialistas mundiais no assunto. O naturalista teve ainda papel de destaque na criação de parques e reservas no Espírito Santo, no ativismo em prol da contenção do desmatamento e do alerta sobre o impacto ambiental causado pelas indústrias. É considerado o Patrono da Ecologia no Brasil e um ícone da luta pela preservação do meio ambiente.
O Museu de Biologia foi fundado por Ruschi em 26 de junho de 1949 como uma organização privada sem fins lucrativos, logo reconhecida como de utilidade pública. Batizou a instituição com o nome de "Mello Leitão", homenageando seu professor e amigo Cândido Firmino de Mello Leitão, com quem trabalhou no Museu Nacional da Universidade Federal do Rio de Janeiro a partir de 1937. O museu foi instalado na "Chácara Anita", de propriedade do fundador, que tinha por objetivo utilizar a instituição não apenas como depositária de suas coleções científicas, mas como base para suas pesquisas e um instrumento de suporte para a política estadual de meio ambiente.
Para dar início às atividades científicas do museu, juntou todos os levantamentos que havia realizado até então e começou a publicar os seus trabalhos. A primeira edição do Boletim do Museu de Biologia Professor Mello Leitão foi disponibilizada no mesmo ano em que o museu foi fundado . Desde então, o Boletim é publicado semestralmente, somando mais de 400 números. Entre os temas abordados, destacam-se duas teses principais, uma sobre reservas ecológicas e outra sobre desenvolvimento agrícola auto-sustentável em florestas tropicais. Nas décadas seguintes, o museu conseguiu projeção nacional e internacional, sobretudo pelas pesquisas desenvolvidas no âmbito da história natural do Espírito Santo e dos beija-flores brasileiros. O engajamento do fundador na defesa da natureza também garantiu notoriedade ao seu legado, sobretudo após a década de 1970, quando Ruschi enfrentou o governador do Espírito Santo, impedindo-o de instalar uma fábrica de palmitos enlatados na Reserva de Santa Lúcia.
Em 1984, dois anos antes de sua morte, Ruschi doou o Museu de Biologia Professor Mello Leitão e suas reservas à Fundação Pró-Memória do Ministério da Cultura. Posteriormente, a instituição passou a integrar o Instituto do Patrimônio Histórico e Artístico Nacional (IPHAN) e, após a sanção da Lei n.º 11.906, o Instituto Brasileiro de Museus.
Atualmente, o Museu de Biologia é uma das mais importantes referências brasileiras para pesquisas voltadas à biodiversidade da Mata Atlântica, sobretudo no estado do Espírito Santo, desenvolvendo trabalhos de botânica, comportamento, ecologia e biogegrafia de grupos de animais do estado. Também possui forte atuação na área educacional, recepcionando anualmente cerca de 30 mil visitantes, sobretudo dos municípios da região serrana. O Boletim do Museu de Biologia Professor Mello Leitão é distribuído para mais de 500 instituições do Brasil e de outros 73 países. Em 2003, o museu recebeu o Prêmio Muriqui, concedido pelo Conselho Nacional da Reserva da Biosfera da Mata Atlântica para os trabalhos e atividades mais significativos em benefício da proteção da biodiversidade, do desenvolvimento sustentável ou do conhecimento científico da Mata Atlântica.

## Instalações
O museu encontra-se instalado na antiga Chácara Anita, que pertencia a Augusto Ruschi. A área total construída soma 3 400 m2, distribuídos por uma série de edificações envoltas por uma um amplo parque de farta vegetação. A administração e a biblioteca situam-se na sede da chácara, erguida em 1874 por imigrantes italianos, sendo uma das mais antigas residências remanescentes de Santa Teresa.
Integram o espaço dois viveiros de aves, uma para aquelas em processo de readaptação, posteriormente soltas nas estações ambientais do museu, e outra com exemplares de araras, um ofidário com diversos exemplares de serpentes peçonhentas e não-peçonhentas, os pavilhões de Botânica e Zoologia, o Pavilhao de Ornitologia, com diversas espécies de aves taxidermizadas, além de alguns exemplares de mamíferos e répteis, o Pavilhão de Exposições Temporárias, o orquidário, o herbário, o jardim rupestre, com com vegetação adaptada a lugares pedregosos, com espécies de bromélias, orquídeas e cactos, e um auditório para usos múltiplos.

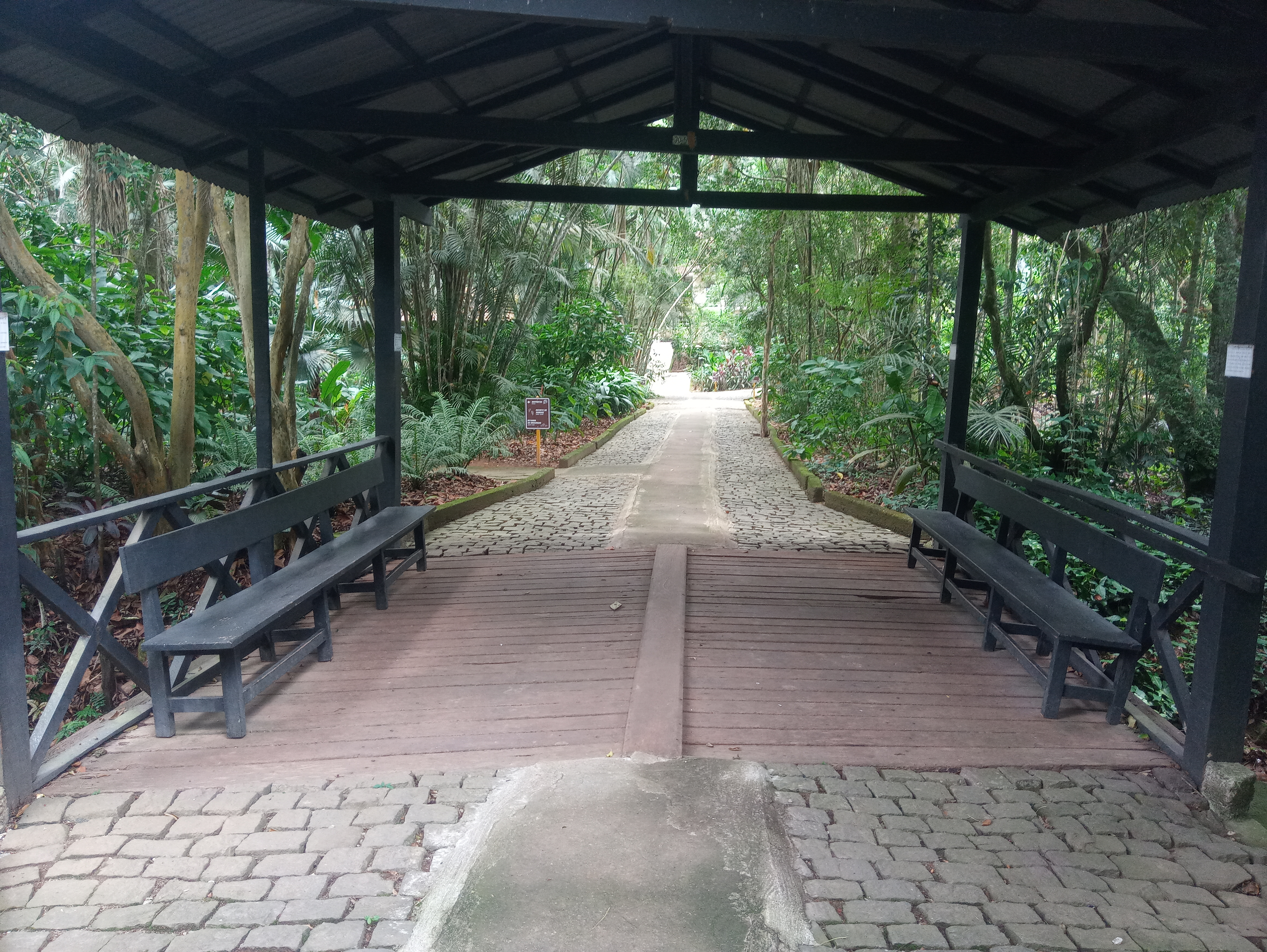

Para pesquisas de campo, o museu dispõe ainda de duas reservas biológicas, ambas no município de Santa Teresa. A Estação Biológica de São Lourenço (também chamada de "Caixa d'Água") possui 22 hectares e é frequentemente utilizada para o desenvolvimento de estudos sobre a biodiversidade local. A Estação Biológica de Santa Lúcia possui 440 hectares, é equipada com laboratório de campo e casa de hóspedes e é administrada em conjunto com o Museu Nacional da UFRJ, co-proprietário da área.

## Acervo

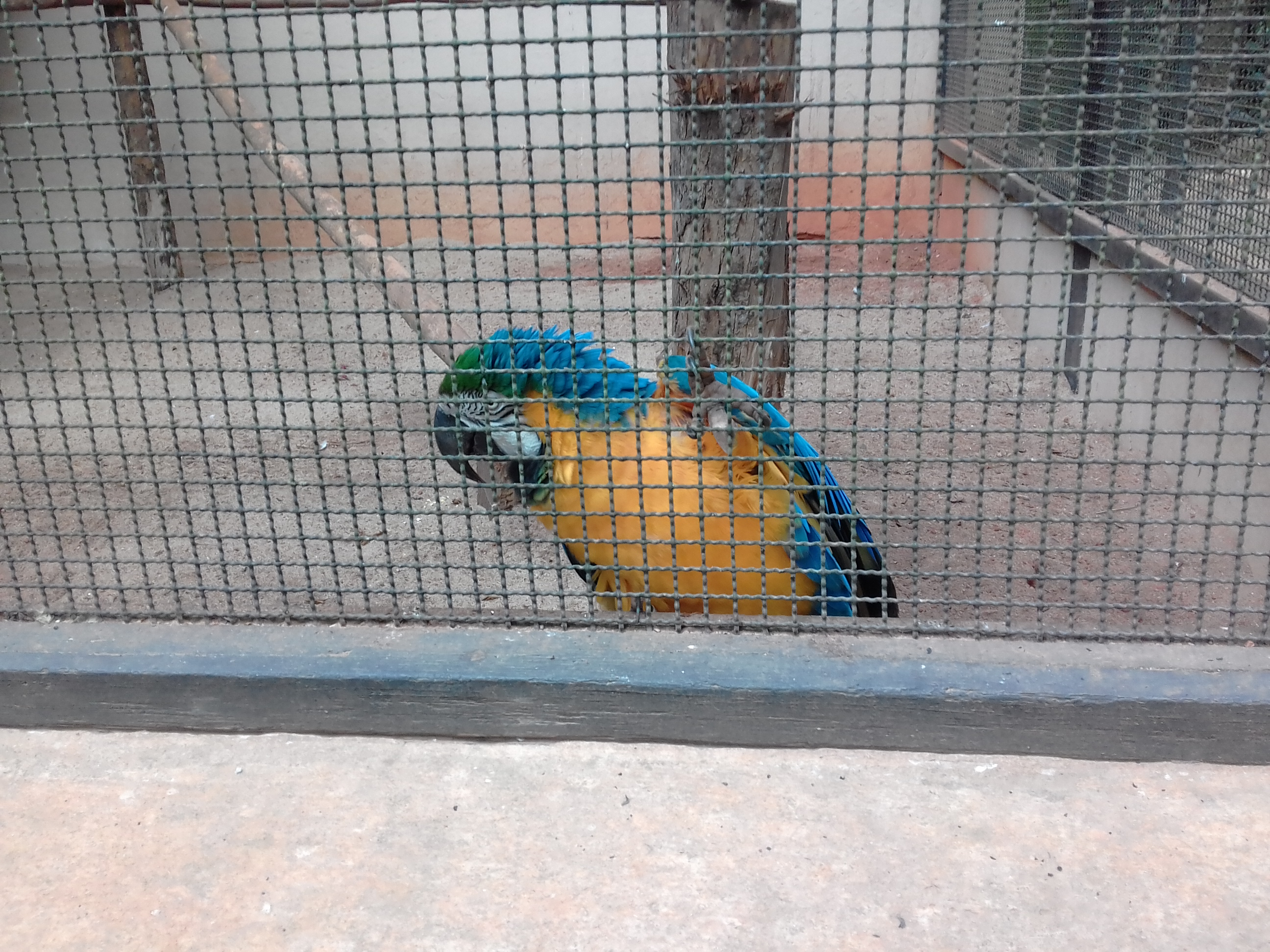
Acervo de Animais

O Museu de Biologia Professor Mello Leitão possui um valioso acervo zoobotânico, com mais de 40.000 itens, entre amostras de plantas herborizadas e exemplares de animais taxidermizados ou conservados em meio líquido. A coleção foi iniciada na década de 1930 por Augusto Ruschi e outros colaboradres, tendo sido sistematicamente ampliada e organizada nas décadas seguintes. Os exemplares são organizados em ordem taxonômica e alfabética e encontram-se em bom estado de conservação, abrigados em ambientes com umidade e variações de temperatura controladas. O museu abriga ainda uma grande quantia de animais e plantas vivas, nos viveiros, ofidários, no parque e nas estações biológicas.
A coleção de animais taxidermizados inclui 7.300 exemplares de aves e 2.700 de mamíferos. São particularmente importantes a coleção de beija-flores, com cerca de 1 700 exemplares, a de morcegos, com 1.300. Há ainda 1.600 exemplares de répteis, 4.000 exemplares de anfíbios e 1.348 lotes de peixes. O herbário possui 24.000 amostras plantas para estudo, destacando-se a coleção de 7.000 orquídeas.
A biblioteca do museu é especializada em zoologia (sobretudo em ornitologia, botânica e meio ambiente. Conta com um acervo de aproximadamente 3.000 títulos de obras e 1.500 títulos de periódicos, voltados, principalmente, para a área de Ciências Biológicas. O arquivo abrange material institucional e material pessoal do fundador, Augusto Ruschi. Possui 4.263 fotografias, 75 fitas de vídeo e oito metros lineares de documentos em geral. O acesso à biblioteca e ao arquivo são permitidos, mas não são efetuados empréstimos.